# Johannes Mayr (Regisseur)
Johannes Mayr (* 5. November 1974 in Kempten (Allgäu)) ist ein deutscher Hörspielregisseur, Rundfunkautor und Musiker.

## Leben
Nach der Schule erweiterte Mayr seinen Horizont durch diverse Jobs u. a. als Olivenverkäufer, Kachelofenbauer, Biogärtner. Als Gitarrist spielte er in zahlreichen Bands, u. a. „Slashin‘ Smirks“, „Sagenbräu“ und „Zombiewolf“. Ab 2000 belegte er den vierjährigen Studiengang „Experimentelles Radio“ bei Ralf Homann an der Bauhaus-Universität Weimar. Während des Studiums unterhielt er mit Mareike Maage die Künstlergruppe „Odina“.
Von 2005 bis 2006 absolvierte Mayr ein Regie-Volontariat beim Südwestrundfunk in Baden-Baden. Seit 2007 arbeitet er als Regisseur, Dramaturg und Redaktor bei SRF (Schweizer Radio und Fernsehen) in Basel.

## Werke

### Hörspielregie
- 2008: Stanislaw Lem: Test
- 2009: Ulrich Bassenge: Im Wald da sind die Räuber
- 2009: Timo Koch: hall des pas perdus
- 2010: Felix Zbinden: corporate identity
- 2010: Mareike Maage: Möglichkeiten
- 2011: Franziska Müller / Tobias Lambrecht: Die Menschen – genau wie im realen Leben – sind unterschiedlich (ausgezeichnet mit dem Literaturpreis des Kantons Bern 2011)
- 2011: Ulrich Bassenge: Narrenspital
- 2011: Schauplatz International: Kleist-Retraite
- 2012: Felix Zbinden: maxwell/dämonen
- 2012: Albert Camus: Das Missverständnis
- 2012: Peter Moritz Pickshaus: Onz Loh
- 2013: Claude Pierre Salmony / Johannes Mayr: Such is Life (live)
- 2013: Ulrich Bassenge: Die Maintöchter
- 2013: Felix Brenner / Michael Stauffer: Gottesteilchen
- 2014: Timo Koch: D Nacht wo de Juri verschwunden isch
- 2014: Heike Aumüller, Dietmar Dath, Johannes Frisch und Thomas Weber: Silber gegen Ende
- 2014: Franziska Müller / Tobias Lambrecht: Die Napoleon Bonapartefrau
- 2014: Ulrich Bassenge: So fern vom Leben (Grand Prix Nova 2016)
- 2014: Frieder Butzmann / Wolfram Höll / Thomas Kapielski / Johannes Mayr: Das also ist der Westen
- 2014: Dmitrij Gawrisch, Wolfram Höll, Johannes Mayr, Jens Nielsen, Noëlle Revaz, Michael Stauffer: Professor Zickendraht und der Äther des Bösen
- 2015: Jan Decker: Bei Betty
- 2015: Ives Rechsteiner: Elender Döbereiner
- 2016: Michael Stauffer: Du musst gewinnen
- 2020: Petr Šourek: Der mechanische Türke
- 2021: W.G. Sebald: Il ritorno in patria
- 2022: Michael Stauffer: Immer volles Feuer
- 2022: Schauplatz International: Bananensplit

### Hörspielautor
- 2020: Roll Over Beethoven. Eine Sitcom aus dem alten Wien (mit Ulrich Bassenge) (Prix Marulic 2022, 3. Platz, New York Festivals Radio Awards 2021 Best Mini Series)
- 2022: Die eingebildete Maske (mit Wolfram Höll) (Prix Marulic 2023, 1. Platz)

### Tonträger
- 2008: Ursula Wölfel: Fliegender Stern (Hörbuch, Der Audio Verlag) (Regie)
- 2010: Otto Keiser: Das Jubiläum (Hörbuch) (Regie)